# Screaming Blue Murder (Killers)
Screaming Blue Murder - The Very Best of Paul Di'Anno's Killers è un album dei Killers pubblicato nel 2002.

## Tracce
1. Marshall Lockjaw – 4:12
2. Die By The Gun – 4:04
3. Wrathchild – 2:53
4. Three Words – 5:49
5. Murders In The Rue Morgue – 4:35
6. Sanctuary – 2:31
7. Phantom Of The Opera – 3:46
8. Menace To Society – 2:55
9. Remember Tomorrow – 5:28
10. Think Brutal – 4:05
11. A Song For You – 4:24